# Spondias mombin
A cajazeira ou taperebazeiro (Spondias mombin L.) é uma planta da família Anacardiaceae nativa da américa tropical cujo fruta, a cajá ou taperebá, é muito apreciada pelas populações que habitam nas próximidades dos locais naturais de sua ocorrência. 

Spondias mombin L. é uma planta de ampla distribuição no Brasil e popularmente conhecida por muitos nomes, entre eles: acaiá, acajá e caiá (MS), cajá (AC, AM, MT, MS, PA, PE, SC, SP), cajá-da-mata (ES), cajá-mirim (RJ, SC), cajá-miúdo (MG), cajarana (AC, RN), cajazeira (AC, BA, CE, MS, PE), cajazeira-brava (CE), cajazeiro (AC, PA), cajazeiro-miúdo (MG), cajá-pequeno (RJ), taperebá (AC, AM, PA), taperebá-de-anta (AC), taperebá-de-veado (AC) e taperibá (PA, SC). No início do século XVII, a frutífera foi introduzida pelos portugueses no sul da Ásia e na África ocidental. Espalhadas pela zona tropical do mundo a cajazeira (S. Mombin) e a fruta Cajá têm muitos outros nomes (Graf. 1). 
| Graf. 1. Nomes populares de Spondia mombin. |

|                 |                                 |           |                                              |      |
| País            | Nome                            |           | País                                         | Nome |
|                 |                                 |           |                                              |      |
| Angola          | munguengue                      | Guatemala | ciriguela del monte, jacote                  |      |
| Bolívia         | ubos                            | Jamaica   | gully plum                                   |      |
| Burkina Faso    | mingo, minkon, tale, tali       | Nigéria   | agliko                                       |      |
| Colombia        | ciruelo hobo                    | Mali      | minko, mingo, ninkom, talé, tali, enye vevey |      |
| Costa do Marfim | ngba                            | México    | jobo, ciruela amarilla, yoyomo               |      |
| Costa Rica      | yuplon                          | Paraguai  | jobo, ovo de monte                           |      |
| Equador         | jobo                            | Peru      | "ubus"                                       |      |
| Espanha         | ciruela marilla                 | Senegal   | sob ninkôm, yoga, bu lila, bu lilu           |      |
| EUA             | hog plum, yellow mombin         | Tailândia | makok (มะกอก)                                |      |
| França          | mombin, mombin jaune, prune dor | Togo      | akoukonti, kukon, inyanya                    |      |
| Ghana           | atoaa                           | Venezuela | ciruelo de hueso                             |      |
|                 |                                 |           |                                              |      |

|
|Fontes:    
No século XV, quando os primeiros conquistadores europeus pisaram em terras do norte e nordeste do Brasil, a cajazeira já se encontrava em processo de domesticação pelos povos nativos americanos.   Além de seus frutos, muito apreciados, suas propriedades medicinais já eram bem conhecidas. Gabriel Soares de Sousa, português, colono e senhor de engenho, em seu Tratado descriptivo do Brazil em 1587, um compilado de anotações que fez durante os seus 17 anos de colônia, escrito entre os anos de 1584 e 1587, descreveu: 
(...) Cajá é uma arvore comprida, com copa como pinheiro; tem a casca grossa e áspera, e se a picam deita um oleo branco como leite em fio, que é muito pegajoso. A madeira é muito molle e serve para fazer decoada para os engenhos; dá a flôr branca como de maceira, e o fructo é amarello do tamanho das ameixas, tem grande caroço e pouco que comer, a casca é como a das ameixas. Esta fruta arregoa, se lhe chove, como é madura, a qual cahe com o vento no chão, e cheiram muito bem o fruto e as flôres, que são brancas e formosas; o sabor é precioso, com ponta de azedo, cuja natureza é fria e sadia; dão esta fruta aos doentes de febres, por ser fria e appetitosa, e chama-se como a arvore que se dá ao longo do mar. (...)
Gabriel Soares de Sousa In: Capítulo LII. Em que se diz de algumas arvores de fruto que se dão na visinhança do mar da Bahia.

## Etimologia
De acordo com o botânico brasileiro, João Barbosa Rodrigues, um estudioso da nomenclatura indígena, taperebá tem origem em tapera, aldeia extinta, e y-ba, árvore,  cujo significado seria árvore das taperas, dado o fato de que era planta bastante cultivada  próxima às suas aldeias, e que, ao migrarem, ficavam lá as árvores junto às taperas.   O botânico inglês Richard Spruce observou a etimologia do nome como oriunda de tapir (anta) e ybá (fruto), ou seja, fruto da anta, alusão ao fato da fruta ser um alimento de preferência deste animal.
Spondias — o nome do gênero, segundo alguns autores,  viria de σπρώνο (sprou'no) que em grego significa ameixa.
Cajá —  do tupi akaîá  cujo significado é fruta caroçuda. 
Lutea —  A palavra é a forma feminina de luteus,  amarelo em latim. 
Mirim — do sufixo adjetivo -mirĩ: miúdo, pequeno. 
Mombin — não há referência etimológica. 
Tapera — substantivo: aldeia abandonada, aldeia extinta ~ um pretérito substancial irregular, vem de tap-ûera: aldeia que foi. 
Tapiîra — zoologia: anta, da família dos tapirídeos, gênero Tapirus. 
Y-ba — substantivo: ¹pé (de plantas, árvore), haste, talo, caule. ²bastão de ritmo. ³cabo (de instrumento). ⁴vergôntea. ⁵princípio, origem. ⁶guia, arrimo. ⁷regente (de canto, de dança, etc). * Em tupinambá é yve. 
Ybá — substantivo: fruto, fruta (do pé de ...).

## Distribuição geográfica
| style="padding-bottom:10px;"                  |
| Distribuição geográfica de Spondias mombin L. |
| (verde: nativa / laranja: introduzida)        |
| POWO, mai 2025                                |

A cajazeira, Spondias mombin L., é uma frutífera nativa da América Tropical, com ampla distribuição geográfica, ocorrendo nas florestas úmidas e áreas marginais aos cursos de água do sul do México ao Brasil e Peru, incluindo as Caraíbas. Spondias Mombin foi naturalizada em partes da África, Índia, Nepal, Sri Lanka, Bangladesh, Indonésia, Polinésia e algumas regiões do Caribe. No Brasil, Spondias Mombin, a cajazeira ou taperebazeiro, ocorre em estados do Norte (Acre, Amazonas, Amapá, Pará, Rondônia, Roraima, Tocantins), Nordeste (Alagoas, Bahia, Ceará, Maranhão, Paraíba, Pernambuco, Piauí, Rio Grande do Norte, Sergipe), e Centro-Oeste (Distrito Federal, Goiás, Mato Grosso do Sul, Mato Grosso), além do sudeste (Espírito Santo, Minas Gerais, Rio de Janeiro, São Paulo).

## Morfologia

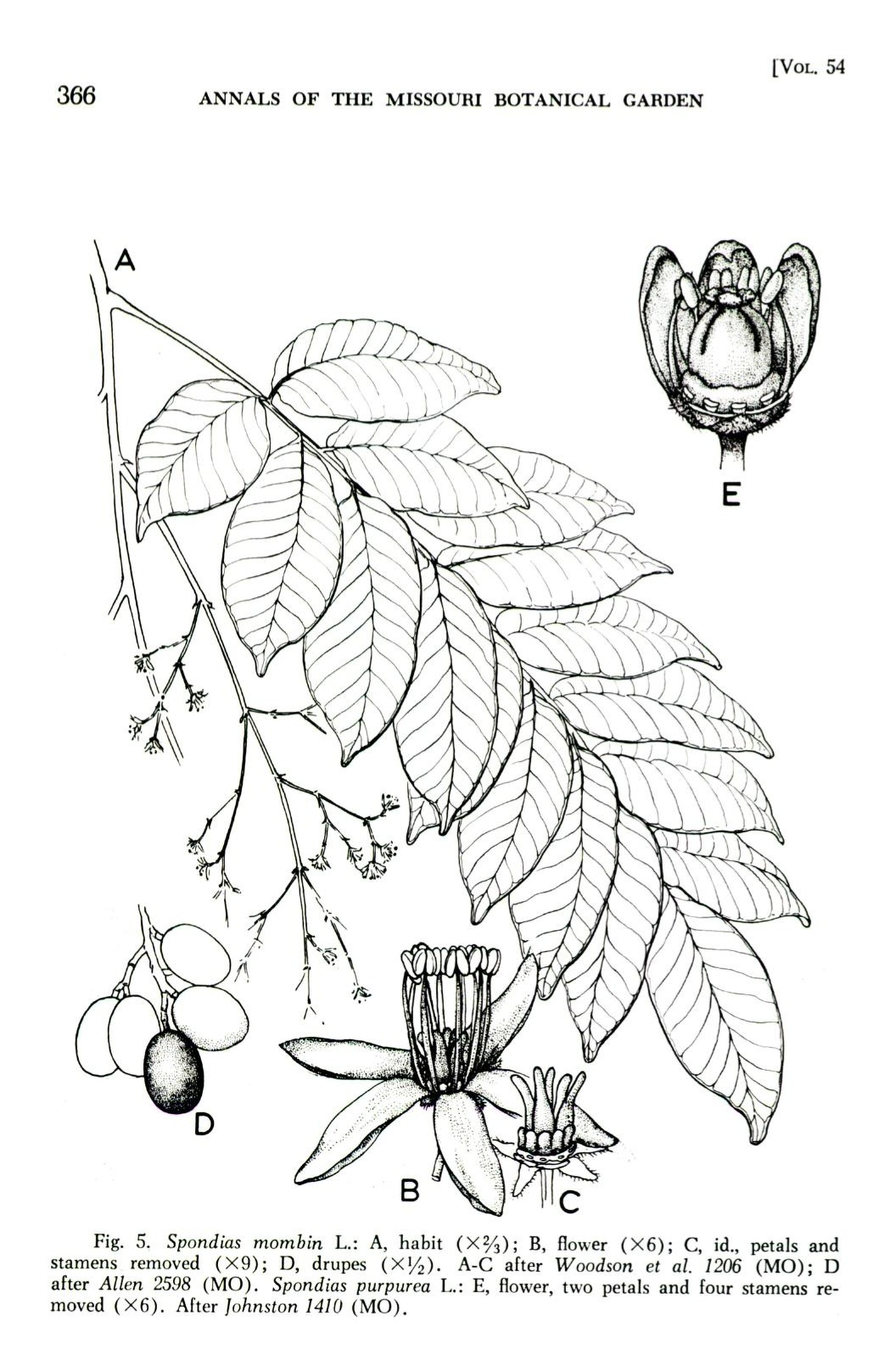
Um esboço de Spondias mombin (Linn, 1754).

A cajazeira ou taperebazeira pode atingir uma altura de 20-30 metros e 70-120 cm de DAP (diâmetro a altura do peito, medido a 130 cm do chão). É uma árvore caducifólia, heliófila, seletiva higrófita, monoica, resinífera, de tronco revestido por casca muito grossa, acinzentada, rugosa, saliente e fendida. Sua ramificação é espalhada e pouco densa, apresentando copa esférica, proporcional ao fuste, com os galhos horizontais e ascendentes. O ritidoma, espesso e sulcado, às vezes apresenta acúleos nas cristas entre os sulcos. A casca interna é rosada e sua resina é esbranquiçada quase incolor.

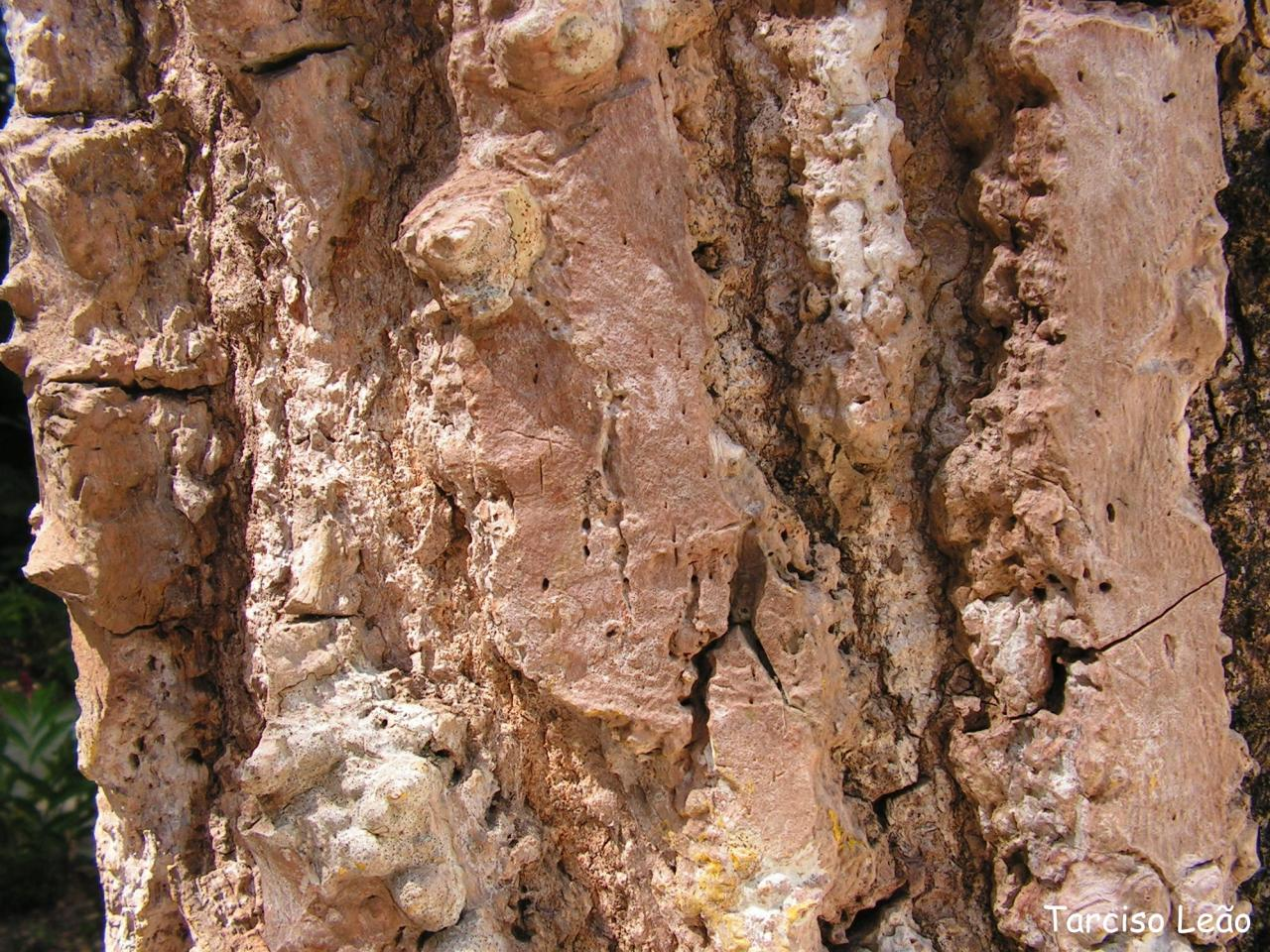
Casca e acúleos de um tronco de cajazeira (S. mombin).

 As folhas são compostas, alternas, imparipinadas, com 5-11 pares de folíolos, espiralados, peciólulo curto, folíolos opostos ou alternos; lâmina foliar oblonga, cartácea, medindo de 5-11 cm de comprimento por 2-5 cm de largura; apresenta margem inteira, com ápice agudo e base arredondada desigual e glabra nas duas faces; nervura mediana promínula na face superior, glabra no dorso, proeminente e com muitos tricomas (pêlos); nervação do tipo camptódromo-cladódromo, com 16-18 pares de nervuras secundárias, promínulas na face ventral, proeminentes na face dorsal; ráquis de 20-30 cm de comprimento, sem glândulas.

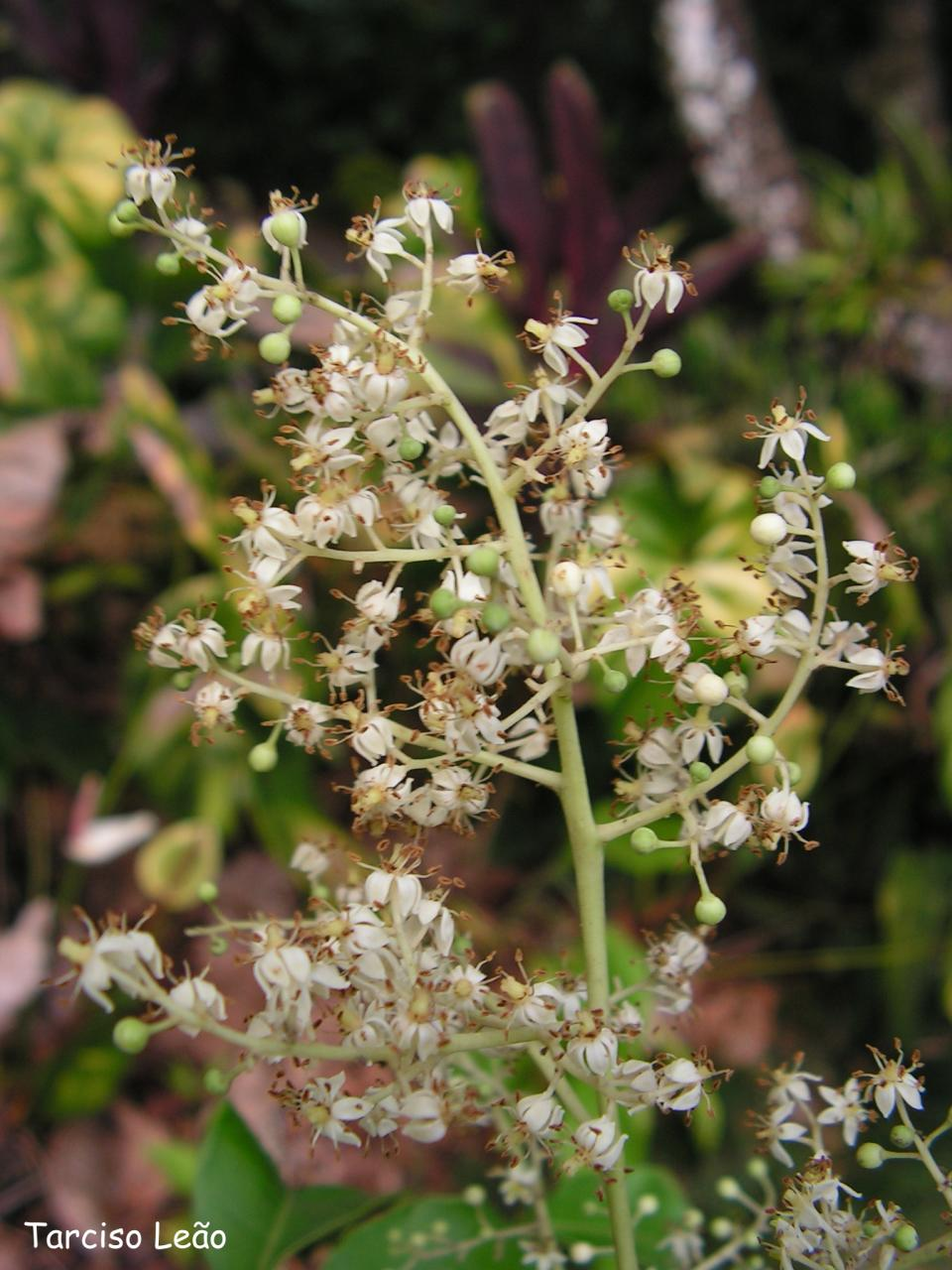
Inflorescência e flores de cajazeira (S. mombin).

As características reprodutivas da cajazeira podem variar com o ambiente. A planta produz inflorescências do tipo panícula terminal com flores pediceladas. O número de flores é variável e cada panícula pode ter mais de 2.000 flores.  No Brasil, as plantas são hermafroditas, com a presença de flores masculinas com pistilódio e hemafroditas com ovário súpero. Os cachos das panículas são compostos por flores com cinco sépalas, cinco pétalas, dez estames com anteras dextrorsas, gineceu com ovário formado por cinco carpelos que coincidem com o número de lóculos, cinco estilos livres com estigmas lineares e dorsais. 

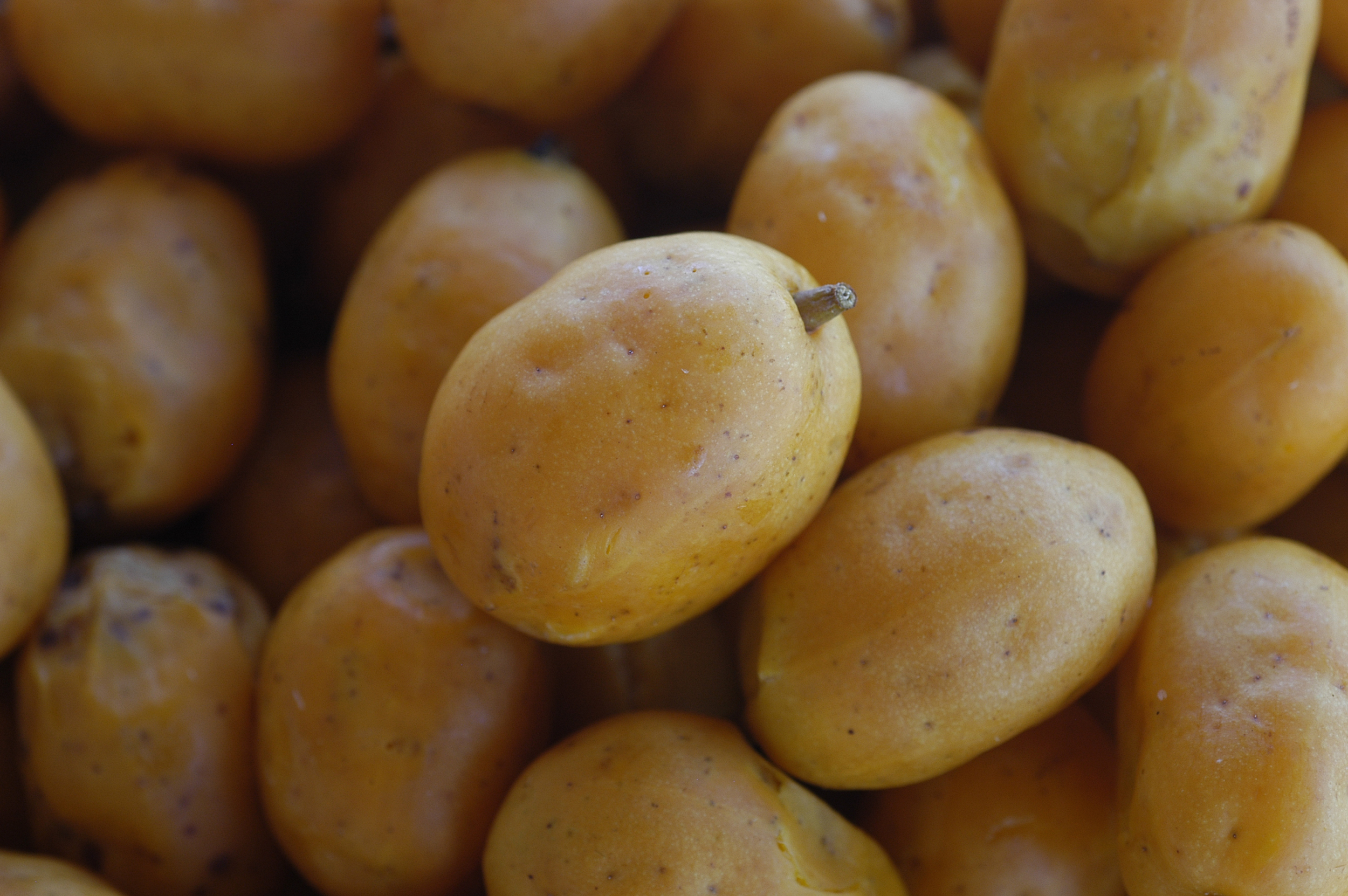
Cajá, o fruto de S. mombin.

 O fruto é do tipo drupa, perfumado, de formado ovóide ou oblongo, casca fina e lisa amarela ou alaranjada, com mesocarpo carnoso, amarelo ou alaranjado e de sabor agridoce.  O endocarpo, comumente chamado de “caroço” é constituído de uma massa de células dura e lignificada, no interior da qual se encontram os lóculos que podem conter uma ou mais sementes ou nenhuma.  

## Ecologia
S. mombin  apresenta elevada plasticidade de adaptação, ocorrendo em regiões de condições climáticas distintas, caso da Amazônia, Mata Atlântica, serras e litoral do nordeste brasileiro, onde ocorre em zonas úmidas e subúmidas, principalmente nas regiões costeiras de maior precipitação, nos limites mais úmidos do agreste e nas regiões de encostas de serras. Frequentemente encontrada na vegetação secundária derivada de florestas perenes de terras baixas ou florestas semideciduais, sendo tolerante à maioria dos tipos de solo e padrões de precipitação. Ocorre também nas caatingas do semiárido, porém só quando cultivada. É encontrada em florestas de terra firme, em áreas mais secas, bem como ao longo de planícies de inundação férteis, que ficam alagadas por dois ou três meses do ano. Dada a sua ampla distribuição, a fenologia da cajazeira é distinta em cada região. No oeste da Amazônia, por exemplo, a floração é de outubro a maio, com frutificação de janeiro a junho; no sudoeste da Amazônia, a floração é de outubro a novembro, e a frutificação, de outubro a março. Na Bahia e no Espírito Santo, floresce e inicia a frutificação de outubro a novembro, e os frutos amadurecem de fevereiro a abril.  A espécie também apresenta atividades vegetativas e reprodutivas sazonais distintas; no Rio de Janeiro, a planta é de folhas perenes.  Na microrregião do Brejo Paraibano, as plantas ficam completamente desfolhadas; no entanto, essa perda de folhas não é simultânea para todos os exemplares de uma mesma região.  A reprodução da planta é sexuada e ocorre através da polinização, principalmente por himenópteros, em geral, abelhas e algumas espécies de vespas. As sementes são dispersadas por uma grande variedade de vertebrados, principalmente aves e, também, mamíferos, como morcegos, roedores, veados, macacos, queixadas e catetos, antas, quatis, juparás, cachorros-do-mato e raposinhas; assim como por répteis, como quelônios e lagartos.

## Importância socioeconômica
O gênero Spondias L. compreende 18 espécies de árvore frutíferas com frutos do tipo drupa que se encontram distribuídas nas zonas tropical e subtropicais do mundo.  No Brasil, destacam-se as espécies Spondias dulcis Parkinson – cajaraneira (cajarana, cajá-manga), Spondias purpurea L. – serigueleira (seriguela ou ciriguela), Spondias mombin L. – cajazeira ou taperebazeiro (cajá),  Spondias tuberosa {{Au|Arruda – umbuzeiro (umbu) e Spondias bahiensis – umbu-cajazeira ou umbugueleira (umbu-cajá) por sua relevante importância social e econômica. São frutíferas tropicais com grande potencial agroindustrial, fato comprovado pela 
crescente demanda comercial de seus frutos in natura e produtos processados em feiras,  mercados, supermercados e restaurantes.   O fruto da cajazeira, 
graças a seus característicos aroma e sabor, é matéria-prima 
de produtos cuja demanda crescente é insatisfeita. Em face da falta de pomares comerciais, sua agroindústria é dependente do extrativismo. O fruto in natura, dentro da sazonalidade de sua safra, é fonte de renda para agricultores familiares, sendo vendido em feiras livres, rodovias de grande tráfego e para as indústrias de beneficamento. Com um volume de produção e processamento incapazes de atender a demanda e a curta duração das safras, no âmbito de cada estado, as indústrias têm a necessidade de importar a fruta de estados produtores vizinhos para o prolongamento de sua linha de processamento. O interesse popular na cajazeira traz renda para todos os envolvidos em sua colheita e 
beneficiamento. O sabor e aroma cítricos típicos da cajá têm boa aceitação no mercado nacional e internacional. A demanda insatisfeita de Spondias mombin, no Brasil e no exterior, assim como a degradação dos biomas nos quais naturalmente ela ocorre, impõe urgência de um maior conhecimento para o manejo adequado da espécie que possibilite sobretudo, sua preservação, seu melhoramento produtivo e o desenvolvimento daqueles que compõe sua base de produção.

## Manejo cultural
As espécies de Spondias, como a cajazeira e o umbuzeiro, são propagadas tanto por sementes como por via vegetativa. O método de propagação define a qualidade e idoneidade da muda. A propagação sexual é importante para a multiplicação na natureza e proporcionar variabilidade 
genética, mas a propagação assexual ou vegetariva é vital para a implantação de pomares comerciais, pois mantém as caracterîsticas desejadas propiciando a fiel multiplicação de genótipos 
heterozigóticos e a uniformidade de porte e produção das plantas.
Produção de mudas
Sementes — as sementes da cajazeira e do umbuzeiro têm dormência e germinação baixa, lenta e desuniforme. Na formação de porta-enxertos de sementes, deve-se semear uma grande quantidade de caroços. A semeadura deve ser efetuada a uma profundidade de 2-3 cm, colocando-se o caroço na posição horizontal ou vertical com a parte proximal (parte que liga o fruto ao pedúnculo) voltada para baixo. No umbuzeiro, para aumentar a germinação, recomenda-se fazer um corte superficial (abertura) no tegumento que cobre a semente. O corte, deve ser feito pela abertura existente na parte distal do caroço. A semeadura deve ser feita em canteiros ou em bandejas plásticas, contendo o substrato areia solarizada ou esterilizada. Os canteiros ou as bandejas devem ficar em ambiente coberto com sombrite de 50-70% de sombreamento. Quando as plântulas tiverem emergido do solo e com 
caulículos eretos, devem ser repicadas para sacos de polietileno (15x28 ou 15x35 cm), contendo substrato solarizado composto de areia ou barro, mais esterco de gado curtido, ou húmus, na proporção de 2:1, e colocadas em sombrite 50% até emitirem as primeiras folhas. Depois disso, as plantas devem ficar a pleno sol até possuirem, em média, 40 cm de altura, 8 mm de diâmetro de caule e cerca de dez folhas, quando estarão aptas para a realização da enxertia. O tempo para formação do porta-enxerto é de cerca de noventa dias, após a repicagem.
Estaquia —  as estacas  devem ser extraidas de ramos de árvores adultas, produtivas e sadias, no final do repouso vegetativo (árvores desfolhadas e com gemas intumescidas) e preparadas com cerca de 25 cm de comprimento e 2 cm de diâmetro. Após o preparo, devem ser imersas em uma solução de hipoclorito de sódio (0,5%) por cerca de quatro minutos. Em seguida, deve-se fazer dois cortes (riscos) longitudinais na casca, na parte proximal (basal) das estacas e tratá-las com ácido indolbutírico (1.000 mg/L). O plantio deve ser feito em sacos de polietileno de 15 cm de largura por 28 cm ou 35 cm de comprimento usando substrato solarizado composto de areia ou barro, mais esterco de gado curtido, ou húmus, 
na proporção de 2:1. As estacas devem ser postas para enraizar em ambiente sombreado ou coberto com sombrite de 50-70% de sombreamento e regadas duas a três vezes por semana. Desprovidas de folhas e raízes adventícias, não há consumo de água pelas estacas e a baixa umidade do substrato reduz a infecção por patógenos nos cortes existentes na base das estacas. As taxas de enraizamento são baixas, em torno de 25%. As primeiras mudas ficam prontas en torno de 150 dias. 
Enxertia — dos experimentos realizados com a propagação vegetativa, os métodos de enxertia por garfagem em fenda cheia e em fenda lateral foram os métodos com porcentagem de pegamento dos enxertos superior a 80%, em testes de campo,  rápido desenvolvimento das mudas e com quase todas aptas para o plantio em campo, 50 dias após a realização das enxertias. 
— Garfagem em fenda cheia — consiste na inserção de um "garfo" retirado de um ramo adulto da planta, que deve ser cortado em forma de cunha na parte proximal (basal) e inserido e amarrado com fita plástica em uma fenda cheia efetuada na base do caule do porta-enxerto. O porta-enxerto deve possuir diâmetro de caule, no ponto de enxertia, igual ou próximo ao do garfo. Com um canivete decota-se o porta-enxerto no ponto de enxertia e faz-se uma fenda de 2-3 cm no base porta-enxerto a uma altura de 6 cm do colo da planta. De um ramo adulto, escolhe-se um garfo com 8-12 cm de comprimento, retiram-se as folhas e de cada lado de sua parte proximal (extremidade inferior) faz-se um corte em forma de cunha medindo de 2-3 cm. Em seguida alarga-se a fenda e introduz-se a cunha do garfo de modo a promover uma perfeita justaposição e contato dos tecidos dos caules do porta-enxerto e do garfo. Na sequência, faz-se o amarrio das partes enxertadas com fita plástica para evitar a entrada de água nos cortes e o ressecamento do garfo e reveste-se este com plástico, amarrado levemente na parte inferior, ou utilizando uma garrafa pet para emvolvê-lo. 
— Garfagem em fenda lateral — na base do caule do porta-enxerto, a uma altura de 6 cm do colo da planta, faz-se uma fenda de 5-6 cm, obliqua lateral, de cima para baixo, sem decepar a parte aérea do porta-enxerto. Em seguida alarga-se a fenda e
introduz-se a cunha do garfo de modo a promover a perfeita justaposição e contato dos tecidos cambiais dos caules do porta-enxerto e do garfo. Depois faz-se o amarrio das partes enxertadas e reveste-se o garfo com plástico. O caule do porta-enxerto é decapitado na parte apical, logo após o término da enxertia, a 10 cm do ponto de enxertia. 
— Acabamento — a proteção plástica do garfo deve ser retirada após a emissão das primeiras folhas. A fita plástica só deve ser retirada após o completo pegamento do enxerto, em geral, entre 30 e 45 dias após a enxertia. Depois de enxertadas, as mudas devem permanecer em ambiente sombreado ou com tela sombreadora 70% até estarem aptas para o plantio.
Porta-enxertos — Na propagação assexuada obteve-se sucesso na enxertia sobre porta-enxertos de outras espécies de Spondias, a exemplo do umbuzeiro (S. tuberosa), cajá-manga (Spondias dulcis), cajazeira-de-pescoço (S. venulosa) e da própria cajazeira (S. mombin). Os porta-enxertos escolhidos devem ser vigorosos, sadios e possuírem diâmetro do caule no ponto de enxertia igual ou próximo ao do garfo do clone-copa. Esses porta-enxertos formam mudas vigorosas, sendo a enxertia por garfagem em fenda cheia o processo maus recomendado para a clonagem e produção de mudas enxertadas da cajazeira. 
Alporquia — a propagação assexuada por alporquia de ramos, também conhecida como mergulhia aérea, pode ser realizada para produção de mudas de cajazeira em pequena escala. Esse método consiste no estrangulamento da seiva no ramo da planta, visando à indução e desenvolvimento de calos, os quais permanecem ligados à planta até que ocorra a emissão de raízes. Pode ser usado algum tipo de substrato para acelerar o processo de formação de calos e de raízes, assim como fitorreguladores. O substrato pode variar sendo o próprio solo ou um correspondente, como vermiculita, areia, pó de serra curtida ou outro. O substrato desempenha importante função na formação das raízes, oferecendo umidade e aeração, principalmente para as espécies perenes e herbáceas que possuem dificuldades em emitir raízes.  Os fatores genéticos da planta matriz podem influenciar o sucesso da alporquia em diversas espécies arbórea, com diferenças
significativas para as características de velocidade na formação de calos, enraizamento, número de raízes e seu comprimento.
Pragas e Doenças — as pragas mais importantes são as moscas-das-frutas (Anastrepha spp. e Ceratitis capitata), além de saúvas (Atta spp.), pulgões e mané-magro (Stiphra robusta).  Nos últimos anos têm-se constatado intensos ataques da cochonilha-rosada (Maconellicoccus hirsutus) no início da floração e frutificação. Antracnose (Glomerella cingulata), verrugose (Sphaceloma spondiadis), resinose (Botryosphaeria rhodina), cercosporiose (Mycosphaerella mombin) e os fitonematoides também são importantes enfermidades do gênero Spondias no Brasil.